# Acacia verricula
Acacia verricula é uma espécie de leguminosa do gênero Acacia, pertencente à família Fabaceae.